# Wasserturm (Ausbesserungswerk Darmstadt)

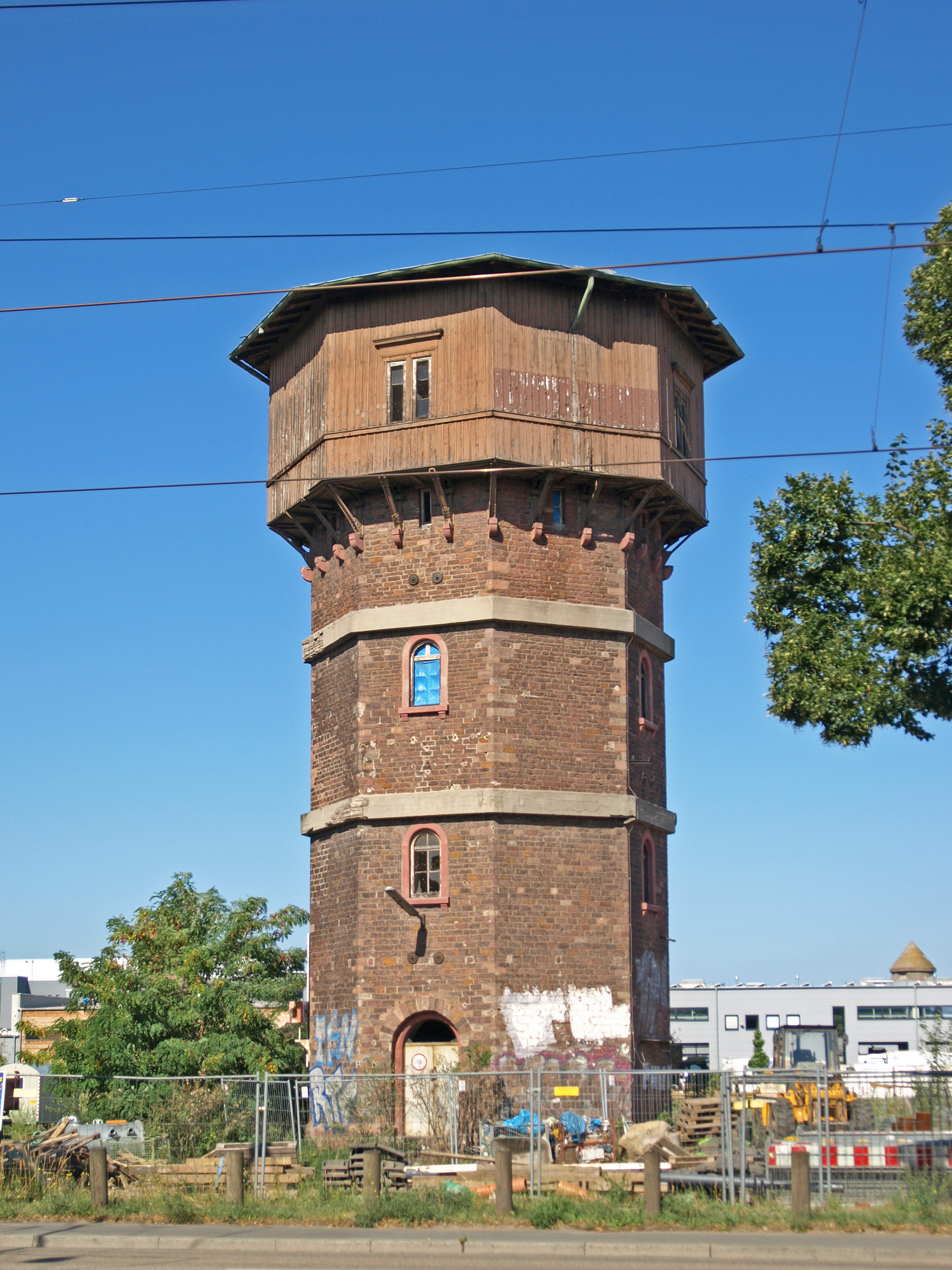
Wasserturm (2015)

Der Wasserturm ist ein unter Denkmalschutz stehendes Bauwerk in Darmstadt.

## Architektur und Geschichte
Der historische Wasserturm wurde im Jahr 1885 erbaut und gehörte zum Ausbesserungswerk der Bahn.
Er diente der Versorgung des Ausbesserungswerks mit Wasser.
Der rund 20 Meter hohe Wasserturm wurde aus dunklen Ziegeln und Naturstein gemauert und ist unverputzt.
In der Turmkrone befinden sich zwei halbkreisförmige Flachbodentanks mit einem Fassungsvermögen von je 75 Kubikmetern.
Das über dem mehreckigen gemauerten Stumpf auskragende Wasserreservoir ist von einer Holzkonstruktion umgeben, die das Dach trägt.
Der nach dem Hessischen Denkmalschutzgesetz als Baudenkmal unter Denkmalschutz stehende Wasserturm veranschaulicht die verkehrstechnische Entwicklung und Erschließung des Landes.